# Greenea oblonga
Greenea oblonga är en måreväxtart som beskrevs av William Grant Craib. Greenea oblonga ingår i släktet Greenea och familjen måreväxter.
Artens utbredningsområde är Thailand. Inga underarter finns listade i Catalogue of Life.